# Petite-Amance
Pour les articles homonymes, voir Mance et Amance.
 (avril 2014).
Si vous disposez d'ouvrages ou d'articles de référence ou si vous connaissez des sites web de qualité traitant du thème abordé ici, merci de compléter l'article en donnant les références utiles à sa vérifiabilité et en les liant à la section « Notes et références ».
La Petite-Amance est une rivière du quart nord-est de la France. C'est le principal affluent de l'Amance, elle-même étant l'un des principaux affluents de la Saône issus de la région Grand Est.

## Cadre géographique
La Petite-Amance est le principal affluent de la rive gauche de l'Amance, l'Amance étant elle-même affluent de la rive droite de la Petite-Saône, dénomination du cours supérieur de la Saône en amont de la confluence avec le Doubs.
De 19,1 km de longueur, la rivière est issue du centre de l'Apance-Amance, micro-région naturelle située aux confins des régions historiques de Champagne, Lorraine et Franche-Comté. Cette micro-région, couvrant les digitations sud-ouest des plateaux de la Saône desquels la rivière éponyme est issue, occupe la partie orientale de l'arrondissement de Langres. Cet arrondissement forme la partie méridionale du département de la Haute-Marne, extrême sud-est de la Région Champagne-Ardenne.

## Origine hydrologique & profil hydrographique
La Petite-Amance naît sur le versant méridional d'une ligne de crête approximativement orientée nord-est / sud-ouest fermant le sud-est du Bassigny au nord, duquel est issue la Meuse, et l'est du Langrois-ouvert au sud, duquel est issue la Marne. Outre les hauts bassins supérieurs de ces deux cours d'eau, cette ligne marque le partage des eaux avec le haut bassin de la Saône (Petite-Saône) à l'est.